# Вонг-Стаал, Флосси
Флосси Вонг-Стаал (урожденная Хуа́н Ицзи́н (кит. упр. 黄以静, пиньинь Huáng Yǐjìng; 27 августа 1947 — 8 июля 2020) — американский вирусолог и молекулярный биолог китайского происхождения. Была первым учёным, расшифровавшим структуру ВИЧ, что стало важным шагом в доказательстве того, что ВИЧ является причиной СПИДа.

## Биография
С 1990 по 2002 год возглавляла кафедру исследований СПИДа в Университете Калифорнии в Сан-Диего (UCSD). После ухода из UCSD стала соучредителем и главным научным сотрудником компании Immusol, позже переименованной в iTherX Pharmaceuticals. В 2007 году перешла в компанию по разработке лекарственных препаратов, специализирующуюся на гепатите C. Входила в список «Ста ныне живущих гениев» по версии Daily Telegraph от 28 октября 2007 года.